# Cymatium (slak)
Cymatium is een geslacht van weekdieren uit de klasse van de Gastropoda (slakken).

## Soorten
- Cymatium femorale (Linnaeus, 1758)
- Cymatium raderi D'Attilio & B. W. Myers, 1984
- Cymatium ranzanii (Bianconi, 1850)
- Cymatium tigrinum (Broderip, 1833)

### Synoniemen
- Cymatium (Cabestana) Röding, 1798 => Cabestana Röding, 1798
  - Cymatium (Cabestana) durbanensis (E. A. Smith, 1899) => Cymatium durbanensis (E. A. Smith, 1899) => Monoplex durbanensis (E. A. Smith, 1899)
  - Cymatium (Cabestana) labiosum (W. Wood, 1828) => Turritriton labiosus (W. Wood, 1828)
  - Cymatium (Cabestana) parthenopius (Salis Marschlins, 1793) => Monoplex parthenopeus (Salis Marschlins, 1793)
- Cymatium (Cymatriton) Clench & R. D. Turner, 1957 => Monoplex Perry, 1810
- Cymatium (Gutturnium) Mörch, 1852 => Gutturnium Mörch, 1852
  - Cymatium (Gutturnium) amictoideum Keen, 1971 => Monoplex amictus (Reeve, 1844)
  - Cymatium (Gutturnium) bayeri Altena, 1942 † => Reticutriton pfeifferianus (Reeve, 1844)
- Cymatium (Linatella) Gray, 1857 => Linatella Gray, 1857
  - Cymatium (Linatella) cingulatum (Lamarck, 1822) => Linatella caudata (Gmelin, 1791)
  - Cymatium (Linatella) floridanum Mansfield, 1930 † => Linatella caudata (Gmelin, 1791)
  - Cymatium (Linatella) krenkeli Cox, 1930 † => Linatella caudata (Gmelin, 1791)
  - Cymatium (Linatella) succinctum (Linnaeus, 1771) => Linatella succincta (Linnaeus, 1771) => Gelagna succincta (Linnaeus, 1771)
  - Cymatium (Linatella) tranquebaricum (Lamarck, 1823) => Monoplex tranquebaricus (Lamarck, 1816)
  - Cymatium (Linatella) valentinei Olsson & Petit, 1964 † => Monoplex parthenopeus (Salis Marschlins, 1793)
- Cymatium (Lotoria) Emerson & Old, 1963 => Lotoria Emerson & Old, 1963
  - Cymatium (Lotoria) lotorium (Linnaeus, 1758) => Lotoria lotoria (Linnaeus, 1758)
  - Cymatium (Lotoria) perryi Emerson & Old, 1963 => Lotoria triangularis (Perry, 1811)
- Cymatium (Monoplex) Perry, 1810 => Monoplex Perry, 1810
  - Cymatium (Monoplex) aquatile (Reeve, 1844) => Monoplex aquatilis (Reeve, 1844)
  - Cymatium (Monoplex) comptum (A. Adams, 1855) => Monoplex comptus (A. Adams, 1855)
  - Cymatium (Monoplex) echo Kuroda & Habe [in Kira], 1959 => Monoplex parthenopeus (Salis Marschlins, 1793) (nomen nudum)
  - Cymatium (Monoplex) exaratum (Reeve, 1844) => Monoplex exaratus (Reeve, 1844)
  - Cymatium (Monoplex) parthenopeum (Salis Marschlins, 1793) => Monoplex parthenopeus (Salis Marschlins, 1793)
  - Cymatium (Monoplex) penniketi Beu, 1998 => Monoplex penniketi (Beu, 1998)
  - Cymatium (Monoplex) pileare sensu Dall, 1909 => Monoplex macrodon (Valenciennes, 1832)
  - Cymatium (Monoplex) pileare (Linnaeus, 1758) => Monoplex pilearis (Linnaeus, 1758)
  - Cymatium (Monoplex) tenuiliratum (Lischke, 1873) => Turritriton tenuiliratus (Lischke, 1873)
  - Cymatium (Monoplex) thersites (Reeve, 1844) => Monoplex thersites (Reeve, 1844)
  - Cymatium (Monoplex) vespaceum (Lamarck, 1822) => Monoplex vespaceus (Lamarck, 1822)
- Cymatium (Ranularia) Schumacher, 1817 => Ranularia Schumacher, 1817
  - Cymatium (Ranularia) andamanensis Beu, 1987 => Ranularia andamanensis (Beu, 1987)
  - Cymatium (Ranularia) armatum (G. B. Sowerby III, 1897) => Lotoria armata (G. B. Sowerby III, 1897)
  - Cymatium (Ranularia) boschi Abbott & Lewis, 1970 => Ranularia boschi (Abbott & Lewis, 1970)
  - Cymatium (Ranularia) caribbaeum Clench & R. D. Turner, 1957 => Ranularia cynocephala (Lamarck, 1816)
  - Cymatium (Ranularia) dunkeri (Lischke, 1868) => Ranularia dunkeri (Lischke, 1868)
  - Cymatium (Ranularia) fortespirale Parth, 1993 => Ranularia pyrulum (A. Adams & Reeve, 1850)
  - Cymatium (Ranularia) kugleri Rutsch, 1942 † => Monoplex lignarius (Broderip, 1833)
  - Cymatium (Ranularia) mohorterae A. H. Verrill, 1952 => Ranularia gallinago (Reeve, 1844)
  - Cymatium (Ranularia) parthi Arthur, 1991 => Ranularia parthi (Arthur, 1991)
  - Cymatium (Ranularia) sarcostomum (Reeve, 1844) sensu Clench & R. D. Turner, 1957 => Ranularia cynocephala (Lamarck, 1816)
  - Cymatium (Ranularia) sinense (Reeve, 1844) => Ranularia sinensis (Reeve, 1844)
  - Cymatium (Ranularia) springsteeni Beu, 1987 => Ranularia springsteeni (Beu, 1987)
- Cymatium (Reticutriton) Habe & Kosuge, 1966 => Reticutriton Habe & Kosuge, 1966
- Cymatium (Septa) Perry, 1810 => Septa Perry, 1810
  - Cymatium (Septa) beui Garcia-Talavera, 1985 => Septa occidentalis (Mörch, 1877)
  - Cymatium (Septa) bibbeyi Beu, 1987 => Septa bibbeyi (Beu, 1987)
  - Cymatium (Septa) closeli Beu, 1987 => Septa closeli (Beu, 1987)
  - Cymatium (Septa) kobelti (Maltzan, 1884) => Turritriton kobelti (Maltzan, 1884)
  - Cymatium (Septa) marerubrum Garcia-Talavera, 1985 => Septa marerubrum (Garcia-Talavera, 1985)
  - Cymatium (Septa) mixtum Arthur & Garcia-Talavera, 1990 => Septa mixta (Arthur & Garcia-Talavera, 1990)
  - Cymatium (Septa) parthenopeum (Salis Marschlins, 1793) => Monoplex parthenopeus (Salis Marschlins, 1793)
  - Cymatium (Septa) peasei Beu, 1987 => Septa peasei (Beu, 1987)
  - Cymatium (Septa) pileare (Linnaeus, 1758) => Monoplex pilearis (Linnaeus, 1758)
  - Cymatium (Septa) trigonum (Gmelin, 1791) => Monoplex trigonus (Gmelin, 1791)
- Cymatium (Simpulum) Mörch, 1852 => Simpulum Mörch, 1852 => Septa Perry, 1810
  - Cymatium (Simpulum) problematicum Dautzenberg & H. Fischer, 1906 => Monoplex tranquebaricus (Lamarck, 1816)
- Cymatium (Turritriton) Dall, 1904 => Turritriton Dall, 1904
  - Cymatium (Turritriton) fittkaui Parth, 1991 => Turritriton tenuiliratus (Lischke, 1873)
  - Cymatium (Turritriton) indomelanicum Garcia-Talavera, 1997 => Monoplex vespaceus (Lamarck, 1822)
- Cymatium adairense Dall, 1910 => Turritriton gibbosus (Broderip, 1833)
- Cymatium aegrotum (Reeve, 1844) => Ranularia gallinago (Reeve, 1844)
- Cymatium africanum (A. Adams, 1855) => Cabestana africana (A. Adams, 1855)
- Cymatium andoi Nomura, 1935 † => Monoplex pilearis (Linnaeus, 1758)
- Cymatium aquatile (Reeve, 1844) => Monoplex aquatilis (Reeve, 1844)
- Cymatium armatum (G. B. Sowerby III, 1897) => Lotoria armata (G. B. Sowerby III, 1897)
- Cymatium bayeri Altena, 1942 † => Reticutriton pfeifferianus (Reeve, 1844)
- Cymatium caudatum (Gmelin, 1791) => Ranularia caudata (Gmelin, 1791)
- Cymatium cecilianum Dall, 1916 † => Monoplex cecilianus (Dall, 1916) †
- Cymatium cingulatum (Lamarck, 1822) => Linatella caudata (Gmelin, 1791)
- Cymatium clandestinum (Lamarck, 1816) => Gelagna succincta (Linnaeus, 1771)
- Cymatium closeli Beu, 1987 => Septa closeli (Beu, 1987)
- Cymatium columnarium Hedley & May, 1908 => Cymatiella columnaria (Hedley & May, 1908)
- Cymatium comptum (A. Adams, 1855) => Monoplex comptus (A. Adams, 1855)
- Cymatium corrugatum (Lamarck, 1816) => Monoplex corrugatus (Lamarck, 1816)
- Cymatium cutaceum (Lamarck, 1816) => Linatella caudata (Gmelin, 1791)
- Cymatium cynocephalum (Lamarck, 1816) => Ranularia cynocephala (Lamarck, 1816)
- Cymatium decagonium Finlay, 1924 † => Sassia decagonia (Finlay, 1924) †
- Cymatium dolarium (Linnaeus, 1758) => Cabestana dolaria (Linnaeus, 1767) => Cabestana cutacea (Linnaeus, 1767)
- Cymatium doliarium => Cabestana dolaria (Linnaeus, 1767) => Cabestana cutacea (Linnaeus, 1767)
- Cymatium durbanensis (E. A. Smith, 1899) => Monoplex durbanensis (E. A. Smith, 1899)
- Cymatium echo Kuroda & Habe, 1958 => Monoplex parthenopeus (Salis Marschlins, 1793)
- Cymatium etcheversi Macsotay & Campos, 2001 => Cymatium raderi D'Attilio & B. W. Myers, 1984
- Cymatium exaratum (Reeve, 1844) => Monoplex exaratus (Reeve, 1844)
- Cymatium exile => Ranularia exilis (Reeve, 1844)
- Cymatium gallinago (Reeve, 1844) => Ranularia gallinago (Reeve, 1844)
- Cymatium gemmatum (Reeve, 1844) => Monoplex gemmatus (Reeve, 1844)
- Cymatium gibbosum (Broderip, 1833) => Turritriton gibbosus (Broderip, 1833)
- Cymatium grandimaculatum (Reeve, 1844) => Lotoria grandimaculata (Reeve, 1844)
- Cymatium gutturnium (Röding, 1798) => Ranularia gutturnia (Röding, 1798)
- Cymatium hepaticum (Röding, 1798) => Septa hepatica (Röding, 1798)
- Cymatium intermedius (Pease, 1869) => Monoplex intermedius (Pease, 1869)
- Cymatium jobbernsi L. C. King, 1933 † => Sassia kampyla (R. B. Watson, 1883) => Cymatona kampyla (R. B. Watson, 1883)
- Cymatium kaiparaense Finlay, 1924 † => Ranella kaiparaensis (Finlay, 1924) †
- Cymatium kleinei => Monoplex klenei (G. B. Sowerby III, 1889)
- Cymatium klenei (Sowerby III, 1889) => Monoplex klenei (G. B. Sowerby III, 1889)
- Cymatium kobelti (Maltzan, 1884) => Turritriton kobelti (Maltzan, 1884)
- Cymatium krebsii (Mörch, 1877) => Monoplex krebsii (Mörch, 1877)
- Cymatium labiosum (W. Wood, 1828) => Turritriton labiosus (W. Wood, 1828)
- Cymatium lineatum (Broderip, 1833) => Reticutriton lineatus (Broderip, 1833)
- Cymatium lotorium (Linnaeus, 1758) => Lotoria lotoria (Linnaeus, 1758)
- Cymatium marerubrum => Septa marerubrum (Garcia-Talavera, 1985)
- Cymatium martinianum (d'Orbigny, 1847) => Monoplex martinianus (d'Orbigny, 1847) => Monoplex pilearis (Linnaeus, 1758)
- Cymatium marwicki Finlay, 1924 † => Haurokoa marwicki (Finlay, 1924) †
- Cymatium moniliferum (Adams & Reeve, 1850) => Ranularia monilifera (A. Adams & Reeve, 1850)
- Cymatium moritinctum (Reeve, 1844) => Ranularia cynocephala (Lamarck, 1816)
- Cymatium mundum (Gould, 1849) => Monoplex mundus (Gould, 1849)
- Cymatium muricinum (Röding, 1798) => Gutturnium muricinum (Röding, 1798)
- Cymatium nicobaricum (Röding, 1798) => Monoplex nicobaricus (Röding, 1798)
- Cymatium norai Garcia-Talavera & de Vera, 2004 => Monoplex norai (Garcia-Talavera & de Vera, 2004)
- Cymatium occidentale (Mörch, 1877) => Septa occidentalis (Mörch, 1877)
- Cymatium octoserratum Finlay, 1924 † => Sassia tortirostris (Tate, 1888) †
- Cymatium olearium (Linnaeus, 1758) => Ranella olearium (Linnaeus, 1758)
- Cymatium pahiensis P. Marshall & Murdoch, 1921 † => Tatara pahiensis (P. Marshall & R. Murdoch, 1921) †
- Cymatium parthenopeum (Salis Marschlins, 1793) => Monoplex parthenopeus (Salis Marschlins, 1793)
- Cymatium penniketi Beu, 1998 => Monoplex penniketi (Beu, 1998)
- Cymatium pfeifferianum (Reeve, 1844) => Reticutriton pfeifferianus (Reeve, 1844)
- Cymatium pharcidum (Dall, 1889) => Turritriton tenuiliratus (Lischke, 1873)
- Cymatium pileare (Linnaeus, 1758) => Monoplex pilearis (Linnaeus, 1758)
- Cymatium problematicum Dautzenberg & H. Fischer, 1906 => Monoplex tranquebaricus (Lamarck, 1816)
- Cymatium pyrum (Linnaeus, 1758) => Ranularia pyrum (Linnaeus, 1758)
- Cymatium rehderi A. H. Verrill, 1950 => Ranularia rehderi (A. H. Verrill, 1950)
- Cymatium revolutum Finlay, 1924 † => Tatara revoluta (Finlay, 1924) †
- Cymatium rhinoceros Röding, 1798 => Lotoria lotoria (Linnaeus, 1758)
- Cymatium rubeculum (Linnaeus, 1758) => Septa rubecula (Linnaeus, 1758)
- Cymatium sarcostomum (Reeve, 1844) => Ranularia sarcostoma (Reeve, 1844)
- Cymatium sculpturatum Finlay, 1924 † => Haurokoa marwicki (Finlay, 1924) †
- Cymatium spengleri (Perry, 1811) => Cabestana spengleri (Perry, 1811)
- Cymatium suteri P. Marshall & Murdoch, 1921 => Xymene pusillus (Suter, 1907) => Xymenella pusilla (Suter, 1907)
- Cymatium testudinarium (A. Adams & Reeve, 1850) => Ranularia testudinaria (A. Adams & Reeve, 1850)
- Cymatium tetleyi Powell & Bartrum, 1929 † => Cabestana tetleyi (Powell & Bartrum, 1929) †
- Cymatium tranquebaricum (Lamarck, 1816) => Monoplex tranquebaricus (Lamarck, 1816)
- Cymatium trigonum (Gmelin, 1791) => Monoplex trigonus (Gmelin, 1791)
- Cymatium trilineatum => Ranularia trilineata (Reeve, 1844)
- Cymatium tuberosum (Lamarck, 1822) => Gutturnium muricinum (Röding, 1798)
- Cymatium turtoni (E. A. Smith, 1890) => Monoplex parthenopeus (Salis Marschlins, 1793)
- Cymatium vespaceum (Lamarck, 1822) => Monoplex vespaceus (Lamarck, 1822)
- Cymatium vestitum (Hinds, 1844) => Monoplex vestitus (Hinds, 1844)
- Cymatium waterhousei (A. Adams & Angas, 1864) => Cabestana tabulata (Menke, 1843)
- Cymatium zimara Iredale, 1929 => Monoplex exaratus (Reeve, 1844)